# Premis Gaudí de 2020
La dotzena edició dels Premis Gaudí es va celebrar el diumenge 19 de gener de 2020. La gala es va dur a terme a l'Auditori del Fòrum CCIB va ser presentada per l'actriu Anna Moliner, dirigida per Jordi Prat i Coll i produïda per Dagoll Dagom.

## Premis i nominacions
La llista de nominacions la van fer pública els actors Anna Castillo i Oriol Pla el dia 5 de desembre de 2019 en una lectura pública a La Pedrera.

### Gaudí d'Honor-Miquel Porter
- Francesc Betriu i Cabeceran.[4]

### Millor pel·lícula
| Cartell                            | Pel·lícula                                 | Direcció              |
| ---------------------------------- | ------------------------------------------ | --------------------- |
|                                    | Els dies que vindran                       | Carlos Marqués-Marcet |
| 7 raons per fugir                  | Esteve Soler, Gerard Quinto i David Torras |                       |
| El viatge de la Marta (Staff Only) | Neus Ballús                                |                       |
| La innocència                      | Lucía Alemany                              |                       |

### Millor pel·lícula en llengua no catalana
| Equip       | Pel·lícula                   | Direcció    |
| ----------- | ---------------------------- | ----------- |
|             | La hija de un ladrón         | Belén Funes |
| El hoyo     | Galder Gaztelu-Urrutia       |             |
| Liberté     | Albert Serra                 |             |
| Ojos negros | Marta Lallana i Ivet Castelo |             |

### Millor direcció
| Imatge                | Director                           | Pel·lícula           |
| --------------------- | ---------------------------------- | -------------------- |
|                       | Belén Funes                        | La hija de un ladrón |
| Carlos Marqués-Marcet | Els dies que vindran               |                      |
| Lucía Alemany         | La innocència                      |                      |
| Neus Ballús           | El viatge de la Marta (Staff Only) |                      |

### Millor guió
| Imatge                                           | Guionista                    | Pel·lícula           |
| ------------------------------------------------ | ---------------------------- | -------------------- |
|                                                  | Belén Funes i Marçal Cebrián | La hija de un ladrón |
| Carlos Marqués-Marcet, Clara Roquet i Coral Cruz | Els dies que vindran         |                      |
| Lucía Alemany i Laia Soler                       | La innocència                |                      |
| David Desola i Pedro Rivero                      | El hoyo                      |                      |

### Millor actriu principal
| Imatge          | Actriu               | Pel·lícula           |
| --------------- | -------------------- | -------------------- |
|                 | María Rodríguez Soto | Els dies que vindran |
| Aina Clotet     | La filla d'algú      |                      |
| Carmen Arrufat  | La innocència        |                      |
| Greta Fernández | La hija de un ladrón |                      |

### Millor actor principal
| Imatge           | Actor                              | Pel·lícula              |
| ---------------- | ---------------------------------- | ----------------------- |
|                  | Karra Elejalde                     | Mientras dure la guerra |
| David Verdaguer  | Els dies que vindran               |                         |
| Eduard Fernández | La hija de un ladrón               |                         |
| Sergi López      | El viatge de la Marta (Staff Only) |                         |

### Millor direcció de producció
| Imatge                                   | Direcció de producció | Pel·lícula          |
| ---------------------------------------- | --------------------- | ------------------- |
|                                          | Oriol Maymó           | Quien a hierro mata |
| Aritz Cirbián i Albert Molins,           | 7 raons per fugir     |                     |
| Marta Ramírez                            | La hija de un ladrón  |                     |
| Sergi Moreno, Tono Folguera i Mayca Sanz | Els dies que vindran  |                     |

### Millor documental
| Cartell                               | Pel·lícula                             | Direcció                |
| ------------------------------------- | -------------------------------------- | ----------------------- |
|                                       | El quart regne. El regne dels plàstics | Adán Aliaga i Àlex Lora |
| City for Sale                         | Laura Álvarez                          |                         |
| Idrissa. Crònica d'una mort qualsevol | Xapo Ortega i Xavier Artigas           |                         |
| Peret: jo sóc la rumba                | Paloma Zapata                          |                         |

### Millor pel·lícula europea
| Equip                          | Pel·lícula       | Direcció    |
| ------------------------------ | ---------------- | ----------- |
|                                | O que arde       | Óliver Laxe |
| The Fauvorite                  | Yorgos Lanthimos |             |
| Lazzaro felice                 | Alice Rohrwacher |             |
| Retrato de una mujer en llamas | Céline Sciamma   |             |

### Millor curtmetratge
| Equip           | Curtmetratge   | Direcció    |
| --------------- | -------------- | ----------- |
|                 | Suc de síndria | Irene Moray |
| Después también | Carla Simón    |             |
| La higuera      | Mikel Mas      |             |
| Tahrib          | Gerard Vidal   |             |

### Millor pel·lícula per televisió
| Equip              | Pel·lícula          | Direcció     |
| ------------------ | ------------------- | ------------ |
|                    | La catedral del mar | Jordi Frades |
| Cançó per a tu     | Oriol Ferrer        |              |
| L'enigma Verdaguer | Lluís Maria Güell   |              |
| La dona del segle  | Sílvia Quer         |              |

### Millor pel·lícula d'animació
Deserta

### Millor direcció artística
| Imatge           | Direcció artística   | Pel·lícula      |
| ---------------- | -------------------- | --------------- |
|                  | Sylvia Steinbrecht   | Elisa y Marcela |
| Ana Pons-Formosa | Els dies que vindran |                 |
| Laia Colet       | Paradise Hills       |                 |
| Marta Bazaco     | La hija de un ladrón |                 |

### Millor actriu secundària
| Imatge          | Actriu            | Pel·lícula    |
| --------------- | ----------------- | ------------- |
|                 | Laia Marull       | La innocència |
| Aina Clotet     | 7 raons per fugir |               |
| Julieta Serrano | Dolor y gloria    |               |
| Nora Navas      | Dolor y gloria    |               |

### Millor actor secundari
| Imatge           | Actor                   | Pel·lícula          |
| ---------------- | ----------------------- | ------------------- |
|                  | Enric Auquer            | Quien a hierro mata |
| Àlex Brendemühl  | Madre                   |                     |
| Àlex Monner      | La hija de un ladrón    |                     |
| Eduard Fernández | Mientras dure la guerra |                     |

### Millor muntatge
| Equip            | Muntador                                            | Pel·lícula           |
| ---------------- | --------------------------------------------------- | -------------------- |
|                  | Ana Pfaff, Carlos Marqués-Marcet i Òscar de Gispert | Els dies que vindran |
| Bernat Aragonés  | La hija de un ladrón                                |                      |
| Juliana Montañés | La innocència                                       |                      |
| Teresa Font      | Dolor y gloria                                      |                      |

### Millor música original
| Imatge         | Compositor          | Pel·lícula                 |
| -------------- | ------------------- | -------------------------- |
|                | Pau Vallvé          | La vida sense la Sara Amat |
| Maika Makovski | Quien a hierro mata |                            |
| Raül Refree    | Ojos negros         |                            |
| Sofía Oriana   | Elisa y Marcela     |                            |

### Millor fotografia
| Imatge        | Director de fotografia     | Pel·lícula  |
| ------------- | -------------------------- | ----------- |
|               | Mauro Herce                | Lo que arde |
| Àlex García   | Els dies que vindran       |             |
| Gris Jordana  | La vida sense la Sara Amat |             |
| Neus Ollé AEC | La hija de un ladrón       |             |

### Millor vestuari
| Imatge         | Candidats            | Pel·lícula |
| -------------- | -------------------- | ---------- |
|                | Rosa Tharrats        | Liberté    |
| Desirée Guirao | La hija de un ladrón |            |
| Mercè Paloma   | Elisa y Marcela      |            |
| Vinyet Escobar | Quien a hierro mata  |            |

### Millor so
| Imatge                                                       | Candidats                          | Pel·lícula     |
| ------------------------------------------------------------ | ---------------------------------- | -------------- |
|                                                              | Sergio Bürmann i Marc Orts         | Dolor y gloria |
| Amanda Villavieja i Albert Manera                            | El viatge de la Marta (Staff Only) |                |
| Diego Casares, Borja Barrera, Jonathan Darch i Dani Zacarias | Els dies que vindran               |                |
| Sergio Rueda, Enrique G. Bermejo i Carlos Jiménez            | La hija de un ladrón               |                |

### Millors efectes visuals
| Equip                                                 | Candidats                                 | Pel·lícula |
| ----------------------------------------------------- | ----------------------------------------- | ---------- |
|                                                       | Mario Campoy, Irene Río i Iñaki Madariaga | El hoyo    |
| Bernat Aragonés                                       | Born a King                               |            |
| Esther Ballesteros i Àlex Villagrasa                  | Paradise Hills                            |            |
| Montse Ribé, Óscar Abades, Eduardo Díaz i Inma Nadela | Dolor y gloria                            |            |

### Millor maquillatge i perruqueria
| Maquillador                                                 | Pel·lícula           |
| ----------------------------------------------------------- | -------------------- |
| Laurence Abraham Yaeger, Armande Monteiro i Antoine Mancini | Liberté              |
| Elisa Alonsos                                               | La hija de un ladrón |
| Montse Sanfeliu i Paco Rodríguez Frías                      | Elisa y Marcela      |
| Natalia Montoya                                             | La innocència        |